# Associação Desportiva do Fundão
La Associação Desportiva do Fundão è una squadra portoghese di calcio a 5 che gioca a Fundão. Nella stagione 2006/2007 ha disputato Campeonato Nacional de Futsal.

## Rosa 2009/2010
| N. |                       | Ruolo | Calciatore    |
| -- | --------------------- | ----- | ------------- |
|    | Portogallo (bandiera) | POR   | Diego         |
|    | Portogallo (bandiera) | POR   | Gonçalo       |
|    | Portogallo (bandiera) | POR   | João Pedro    |
|    | Portogallo (bandiera) | LAT   | Vuiu          |
|    | Portogallo (bandiera) | LAT   | Tiago         |
|    | Portogallo (bandiera) | LAT   | Bruno Pereira |
|    | Portogallo (bandiera) | LAT   | Carapito      |

| N. |                       | Ruolo | Calciatore  |
| -- | --------------------- | ----- | ----------- |
|    | Brasile (bandiera)    | PIV   | Julio César |
|    | Portogallo (bandiera) | PIV   | Rubilson    |
|    | Portogallo (bandiera) | UNI   | Rui Pedro   |
|    | Brasile (bandiera)    | UNI   | Vinicius    |
|    | Portogallo (bandiera) | UNI   | Bruno Cézar |
|    | Portogallo (bandiera) | UNI   | Couto       |
|    | Portogallo (bandiera) | UNI   | Miguel      |